# Matthias Reischle
Matthias Reischle (* 12. Dezember 1813 in Augsburg; † 25. Januar 1897 in München) war ein deutscher Wirtschaftspädagoge. Zusammen mit Anton Riemerschmid gründete er die erste Handelsschule für Mädchen in Deutschland, die Münchner Handelslehranstalt für Frauenzimmer. Von 1862 bis 1897 war er Direktor der Lehranstalt, die heute Städtische Riemerschmid-Wirtschaftsschule heißt.

## Ausbildung und Tätigkeit als Kaufmann
Matthias Reischle entstammte einer Augsburger Handwerkerfamilie. Nach einer Ausbildung zum Bankkaufmann und erster Berufserfahrung arbeitete er zehn Jahre lang in Griechenland, bevor er 1845 in seine Heimatstadt zurückkehrte. Anton Riemerschmid warb ihn 1850 für seine Münchner Likörfabrik an, in der Reischle Prokurist wurde.

## Gründung und Leitung der ersten Handelsschule für Mädchen in Deutschland
Aus den Erfahrungen im Betrieb Riemerschmids gewann Reischle die Erkenntnis, dass Frauen für kaufmännische Tätigkeiten geeignet waren. Er überzeugte Riemerschmid von der Idee, gemeinsam eine Handelsschule für Mädchen zu gründen. Es gab zu jener Zeit zwar bereits weiterführende Schulen für Mädchen, jedoch keine, die junge Frauen gezielt auf einen praktischen Beruf mit guten Erwerbsmöglichkeiten vorbereiteten.
Die Handelslehranstalt für Frauenzimmer wurde 1862 in München gegründet. Ausdrückliches Ziel war, Frauen neue Tätigkeitsfelder, bessere Verdienstmöglichkeiten und mehr Unabhängigkeit zu verschaffen. Während Riemerschmid Räumlichkeiten und Geld für die neue Schule bereitstellte, wurde Reischle ihr erster Direktor. Bis zu seinem Tod, fast 35 Jahre lang, übte er diese Tätigkeit unentgeltlich aus. Die Riemerschmid-Reischlesche Handelslehranstalt, wie die Schule auch genannt wurde, fand großen Zuspruch nicht nur in München; ihre Abschlusszeugnisse waren bald anerkannter Beleg für besondere Befähigung der Absolventinnen.
Bereits vor der Gründung der Handelsschule hatte Reischles Interesse an pädagogischen Fragen Niederschlag in Lehrbüchern gefunden, die er in seiner Zeit als Schuldirektor weiter ausarbeitete.
Matthias Reischle hinterließ seiner Heimatstadt Augsburg ein Vermögen von 163.000 Mark, das für eine Handelsschule nach dem Münchner Vorbild verwendet werden sollte; die Augsburger Städtische Reischlesche Handelsschule wurde 1905 gegründet, 1914 wurde das Vermächtnis für den Bau eines Schulhauses verwendet.

## Werke
- Die doppelte Buchführung, Rieger, Augsburg 1845, 1862
- Anleitung zur Erlernung der Decimalbrüche und der anwendbarsten Rechnungs-Abkürzungen, Franz, München 1854
- Die einfache und doppelte Buchhaltung – nach pract. Verzeichn. erl. für Handelsschulen u. Handlungslehrlinge, Rieger, München 1870[1]

## Einzelbelege
1. ↑  OPACplus. Bayerische Staatsbibliothek München, abgerufen am 27. April 2009.

| Personendaten    | Personendaten                 |
| ---------------- | ----------------------------- |
| NAME             | Reischle, Matthias            |
| KURZBESCHREIBUNG | deutscher Wirtschaftspädagoge |
| GEBURTSDATUM     | 12. Dezember 1813             |
| GEBURTSORT       | Augsburg                      |
| STERBEDATUM      | 25. Januar 1897               |
| STERBEORT        | München                       |